# Associazione Calcio Femminile Dilettantistica Aquile Bagheria
L'Associazione Calcio Femminile Dilettantistica Aquile Bagheria, meglio nota come Aquile Bagheria o Aquile Palermo nella sua partecipazione alla Serie A, è stata una società di calcio femminile italiana con sede nella città di Palermo prima e di Bagheria dopo. Ha militato per un'unica stagione (2000-2001) in Serie A, la massima serie del campionato italiano femminile di calcio, e per dodici stagioni nella seconda serie nazionale.

## Storia
Il club venne fondato come Associazione Calcio Femminile Aquile Monreale, per poi cambiare denominazione in Associazione Calcio Femminile Aquile Palermo nel 1987. Nei primi anni partecipò prevalentemente ai campionati regionali. Al termine della stagione 1996-1997 vinse il campionato di Serie C siciliana e venne promosso in Serie B. Nella stagione 1998-1999, alla seconda partecipazione alla Serie B, vinse il suo raggruppamento e venne ammesso agli spareggi per la promozione in Serie A: venne sconfitto prima dall'Attilia Nuoro e dopo dal Foroni nello spareggio per la terza e ultima promozione. Nella stagione 1999-2000 concluse il suo raggruppamento di Serie B nuovamente al primo posto, ma a pari punti con lo Sporting Sorrento: lo spareggio promozione venne disputato il 14 maggio 2000 a Vibo Valentia, vide la vittoria delle Aquile Palermo per 4-1 grazie anche alla tripletta realizzata da Buttaccio e assegnò la promozione in Serie A alla squadra palermitana. La prima partecipazione delle Aquile Palermo alla Serie A nella stagione 2000-2001 risultò essere anche l'unica, poiché la squadra concluse il campionato al quindicesimo e penultimo posto con soli 11 punti conquistati in 30 giornate di campionato, retrocedendo così in Serie B.
Nell'estate 2001 il club cambiò denominazione in Associazione Calcio Femminile Palermo. Nella stagione di Serie B 2001-2002 il Palermo lottò con l'Isernia Donna per la prima posizione del girone C che consentiva la disputa degli spareggi per la promozione in Serie A. Il Palermo concluse secondo a quattro punti di distanza dalle molisane, ma, grazie a questo piazzamento, venne ammesso al neonato campionato di Serie A2, che andava a rappresentare il secondo livello nazionale. Un mese dopo la fine del campionato il club venne colpito da pesanti squalifiche nei riguardi della presidentessa, dell'allenatore e di alcune calciatrici, pubblicate nel comunicato ufficiale numero 86 della Divisione Calcio Femminile per la stagione 2001-2002. I fatti risalgono alla stagione precedente, col club in Serie A come Aquile Palermo, quando in quattro diverse giornate di campionato alcune calciatrici giocarono sotto falso nome. Il primo campionato di Serie A2 vide il Palermo concludere all'ultimo posto con soli 5 punti conquistati in 22 giornate e con un punto di penalizzazione: non venne retrocesso per l'allargamento dell'organico della Serie A2.
Nell'estate 2004 il club cambiò denominazione in Associazione Calcio Femminile Latte Puccio Palermo, per poi mutarla prima in Associazione Calcio Femminile Dilettantistica Latte Puccio Palermo nell'estate 2005 e poi in Associazione Calcio Femminile Dilettantistica Aquile Palermo nell'estate 2006, tornando alla denominazione originale. Nella stagione 2008-2009, settima stagione consecutive in Serie A2, concluse all'undicesimo posto nel girone B e venne retrocesso in Serie B, assieme alle concittadine del Ludos Palermo. Nella stagione successiva rinunciò a disputare il campionato di Serie B, iscrivendosi in Serie C siciliana, che vinse al termine della stessa stagione. Vinse anche il girone C della Serie B 2010-2011 con quattordici vittorie su 18 giornate e senza alcuna sconfitta, venendo così promosso in Serie A2.
Nell'estate 2011 cambiò denominazione in Associazione Calcio Femminile Dilettantistica Aquile Bagheria con sede a Bagheria. Nonostante il quarto posto conquistato nel girone D della Serie A2 2011-2012, il club rinunciò all'iscrizione per la stagione seguente, chiedendo e ottenendo l'iscrizione al campionato regionale di Serie C, la conservazione dell'anzianità di affiliazione e il numero di matricola. Il club rinunciò all'iscrizione al campionato regionale di Serie C per la stagione 2013-2014, vedendo decadere la sua affiliazione alla F.I.G.C.

## Statistiche

### Partecipazione ai campionati
| Livello | Categoria | Partecipazioni | Debutto   | Ultima stagione | Totale |
| ------- | --------- | -------------- | --------- | --------------- | ------ |
| 1º      | Serie A   | 1              | 2000-2001 | 2000-2001       | 1      |
| 2º      | Serie B   | 6              | 1986-1987 | 2001-2002       | 14     |
| 2º      | Serie A2  | 8              | 2002-2003 | 2011-2012       | 14     |
| 3º      | Serie B   | 1              | 2010-2011 | 2010-2011       | 1      |